# Cvrtkovci
Cvrtkovci (serbisch-kyrillisch Цвртковци) ist ein Dorf in der Opština Stanari, in der Republika Srpska im Norden Bosniens und Herzegowina.

## Geographie
Cvrtkovci liegt in der Opština Stanari, in der Republika Srpska, im Norden Bosniens. Die Republika Srpska, ist neben der Föderation Bosnien und Herzegowina, eine der zwei Entitäten des südosteuropäischen Landes. Cvrtkovci liegt nicht weit der Entitätengrenze entfernt auf einer Höhe von 212 m über der Adria.
Durch das Dorfgebiet fließen drei kleinere Flüsse, die Ilova, die Jelanjska und der Mlađenovac.
Die Nachbardörfer von Cvrtkovci sind: Jelanjska (im Osten), Mitrovići (im Westen), Raškovci (im Süden), alle drei Dörfer gehören zur Gemeinde Stanari und im Norden das Dorf Pojezna das zur Gemeinde Derventa gehört.
Bis zum Jahre 2014 gehörte Cvrtkovci, zur Gemeinde Doboj, als die neue Gemeinde Stanari gegründet wurde.

## Bevölkerung
Bei der Volkszählung 2013, lebten im Dorf 653 Menschen, während es 1991, vor dem Bosnienkrieg noch 897 waren. Das Dorf wird von Serbisch-orthodoxen Serben bewohnt.
Die Bevölkerung von Cvrtkovci, lebt von Tierhaltung, Landwirtschaft und Obstanbau.

### Demographie
| Jahr | Einwohnerzahl |
| ---- | ------------- |
| 1961 | 915           |
| 1971 | 998           |
| 1981 | 945           |
| 1991 | 896           |
| 2013 | 653           |

## Religion
Die Bevölkerung des Dorfes bekennt sich zur Serbisch-orthodoxen Kirche. Im Dorf steht die Serbisch-orthodoxe Kirche Hl. Großmärtyrer Dimitri, die von 1999 bis 2009 erbaut wurde. Auch gibt es in Cvrtkovci, unweit der Kirche, den Serbisch-orthodoxen Friedhof Mrsavci.

## Infrastruktur
Cvrtkovci verfügt über die Desanka-Maksimović-Grundschule. Benannt ist die Schule nach der berühmten Schriftstellerin Desanka Maksimović. Im Dorf steht auch ein Denkmal, für die im Bosnienkrieg gestorbenen Soldaten und Zivilisten aus dem Dorf.